# Cyclocephala pygidialis
Cyclocephala pygidialis är en skalbaggsart som beskrevs av Joly 2000. Cyclocephala pygidialis ingår i släktet Cyclocephala och familjen Dynastidae. Inga underarter finns listade i Catalogue of Life.